# Hinrich Vogelsang
Hinrich Vogelsang (* 16. Januar 1956 in Westrhauderfehn) ist ein deutscher Jurist. Er war von 2015 bis 2021 Richter am Bundesarbeitsgericht.

## Leben und Wirken
Nach Abschluss seiner juristischen Ausbildung trat Vogelsang 1983 in den Justizdienst des Landes Niedersachsen ein und wurde als Richter an verschiedenen Arbeitsgerichten eingesetzt. Im September 1996 wurde er Direktor des Arbeitsgerichts Emden. 1998 wurde er Vorsitzender Richter am Landesarbeitsgericht Niedersachsen. Im Februar 2008 wurde er dessen Vizepräsident. 2013 wurde Vogelsang mit der arbeitsrechtlichen Schrift „Vergütungsschutz bei flexibler variabler Arbeitszeit“ von der Universität Hannover zum Dr. iur. promoviert.
Seit dem 1. November 2015 war Vogelsang Richter am Bundesarbeitsgericht. Er wurde dem vor allem mit Schadensersatz und Betriebsübergängen befassten 8. Senat zugewiesen. Am 30. November 2021 trat Vogelsang in den Ruhestand.